# مايك فيتزجيرالد (لاعب كرة قاعدة أمريكي)
مايك فيتزجيرالد (بالإنجليزية: Mike Fitzgerald)‏ هو لاعب كرة قاعدة أمريكي، ولد في 28 مارس 1964 في سافانا في الولايات المتحدة.

## وصلات خارجية
- مايك فيتزجيرالد (لاعب كرة قاعدة أمريكي) على موقعبيزبول رفرنس.كوم (الدوري الرئيسي) (الإنجليزية)